# Bert Geurkink
 (février 2019).
Si vous disposez d'ouvrages ou d'articles de référence ou si vous connaissez des sites web de qualité traitant du thème abordé ici, merci de compléter l'article en donnant les références utiles à sa vérifiabilité et en les liant à la section « Notes et références ».
Bert Geurkink, né le 18 juin 1957 aux Pays-Bas,, est un acteur néerlandais.

## Filmographie

### Cinéma et téléfilms
- 1990 : Kracht (nl) : Jo
- 1994 : 1000 Rosen : Kernstock
- 1995 : Coverstory (nl) : Fred van Laar
- 1995 : De Partizanen (nl) : Frans
- 1996 : Zwarte sneeuw (nl) : Kuik
- 1996 : De nieuwe moeder (nl) : Le serveur
- 1996 : Tijd van leven : Herman Evers
- 1997-2002 : Baantjer : Deux rôles (Jaap Biemans et Fred Popping)
- 1998 : Het jaar van de opvolging (nl) : Karel Wilts
- 1999 : Un gamin (Kruimeltje) : L'agent
- 2000 : Mariken (nl) : Le chasseur
- 2000 : Bij ons in de Jordaan (nl) : Le directeur de funérailles
- 2000 : De zwarte meteoor (nl) : De Rooy
- 2001 : Wilhelmina (nl) : Beel
- 2001 : Zus et Zo : Ton
- 2001-2004 : Wet & Waan (nl) : Le juge
- 2002 : Ernstige delicten (nl) : Le professeur Kalfshoven
- 2002 : Toen was geluk heel gewoon (nl) : Koekoek, le fermier
- 2004 : Missie Warmoesstraat (nl) : Le père adoptif
- 2004 : Russen (nl) : Gregor Iugrader
- 2006 : Intensive Care (nl) : Le docteur Joop Suurendonk
- 2006 : Le Champion du siècle (Sportman van de Eeuw) de Mischa Alexander : Buwe
- 2006 : Grijpstra & de Gier (nl) : Le commissaire Haanstra
- 2006 : Birthday Boy : Le père
- 2006 : Kinkerstraat (nl) : L'avocate
- 2006 : Man en paard (nl) : La thérapeute
- 2007 : Keyzer & de Boer advocaten : Le docteur Groothuizen
- 2007 : Van Speijk : Le syndique
- 2008 : Bloedbroeders (nl) : Le professeur de langues Classiques
- 2008 : Tiramisu : Bert
- 2008-2010 : Deadline (nl) : Gerben Koudijs
- 2009 : Lover of Loser (nl) : Le résident du quartier
- 2010 : Bernhard, Schavuit van Oranje (nl) : Pieter Broertjes
- 2010 : Flikken Maastricht : Pieter Hofman
- 2010 : Peperkoekenhuis : Peter
- 2010 : Den Uyl en de affaire Lockheed (nl) : Henk Vredeling
- 2011 : Rembrandt en ik (nl) : Le magistrat
- 2011 : Sonny Boy : Le père de Rika
- 2011 : Van God los (nl) : Loman
- 2011 : The Gang : Kramer
- 2011 : Eileen : Le coordinateur de stage
- 2012-2018 : Moordvrouw : Deux rôles (John et Douwe Jongbloed)
- 2014 : Jeuk (nl) : Le docteur
- 2014 : Heer & Meester (nl) : Walter van der Steen
- 2014 : De Deal (nl) : Van Zon
- 2014 : Nieuwe buren (nl) : Le docteur
- 2015 : Zwarte Tulp (nl) : Rob, le commissaire-priseur
- 2015 : De lullige levensloop van een saaie man : Gerald
- 2016 : Dokter Deen (nl) : Le praticien Aptocoque
- 2016 : De helleveeg (nl) : Le pasteur
- 2016 : Zomers Blijven Niet : Le père de Alana
- 2016 : Petticoat (série télévisée) (nl) : Meneer Veenstra
- 2017 : Voetbalmaffia : Peter